# Città sotterranea
Con l'espressione città sotterranea si usa comunemente definire l'insieme di gallerie che, correndo attraverso il sottosuolo ed i grattacieli di un centro cittadino, permettono alle persone di rimanere all'interno di una determinata area commerciale senza dover uscire all'aria aperta durante i mesi invernali freddi.
Il concetto di città sotterranea è ben conosciuto in Canada dove, durante i mesi invernali, le temperature possono scendere di molti gradi al di sotto dello zero.
La maggior parte delle città canadesi dispone di questo intricato sistema di gallerie, e la città ad avere la più grande città sotterranea è Montréal, la quale dispone di circa 30 km di gallerie.
Altrettanto diffuse sono in Giappone, dove la più grande città sotterranea è situata a Sapporo, tuttavia Tokyo detiene il record per la quantità totale di aree sotterranee. Molte di queste aree sono state realizzate congiuntamente con i lavori per le diverse linee metropolitane.
Il concetto urbanistico della città sotterranea prevede che, in una determinata area, vengano ricavate delle gallerie le quali possono scorrere nel sottosuolo, all'interno del basamento dei grattacieli oppure al di sotto delle fondamenta stesse.
In molti casi, queste gallerie fuoriescono dal sottosuolo per attraversare i grattacieli al loro interno e permettere alle persone di attraversarli, dall'uno all'altro, grazie all'utilizzo dei cosiddetti connectors (connettori), veri e propri passaggi pedonali coperti, spesso costruiti in acciaio e vetro, i quali attraversano le strade a diversi metri d'altezza per poi rientrare nei grattacieli.